# Umnak
Umnak (in lingua aleutina Unmax ) è una delle isole Fox, nell'arcipelago delle Aleutine. Appartiene all'Alaska (USA) ed è separata dall'isola di Unalaska dallo stretto di Umnak.
Con la superficie di 1.776,76 km², è la terza isola più grande delle Aleutine e la diciannovesima degli Stati Uniti. È un'area vulcanica attiva: nella sua parte settentrionale è situato il vulcano Okmok, mentre il punto più alto è il monte Vsevidof, un altro vulcano che si trova nella parte sud-occidentale. Accanto al Vsevidof c'è il monte Recheshnoi.
Secondo il censimento del 2000, era abitata da 39 persone, concentrate nella comunità di Nikolski.

## Storia
Forte Glenn, un'antica installazione militare sulla costa nord-est dell'isola, ha giocato un ruolo importante nelle operazioni del nord Pacifico durante la seconda guerra mondiale.
Il 12 luglio del 2008 il monte Okmok eruttò per diversi giorni; il pennacchio di cenere e gas raggiunse i 15.000 m di altezza.

## Galleria d'immagini

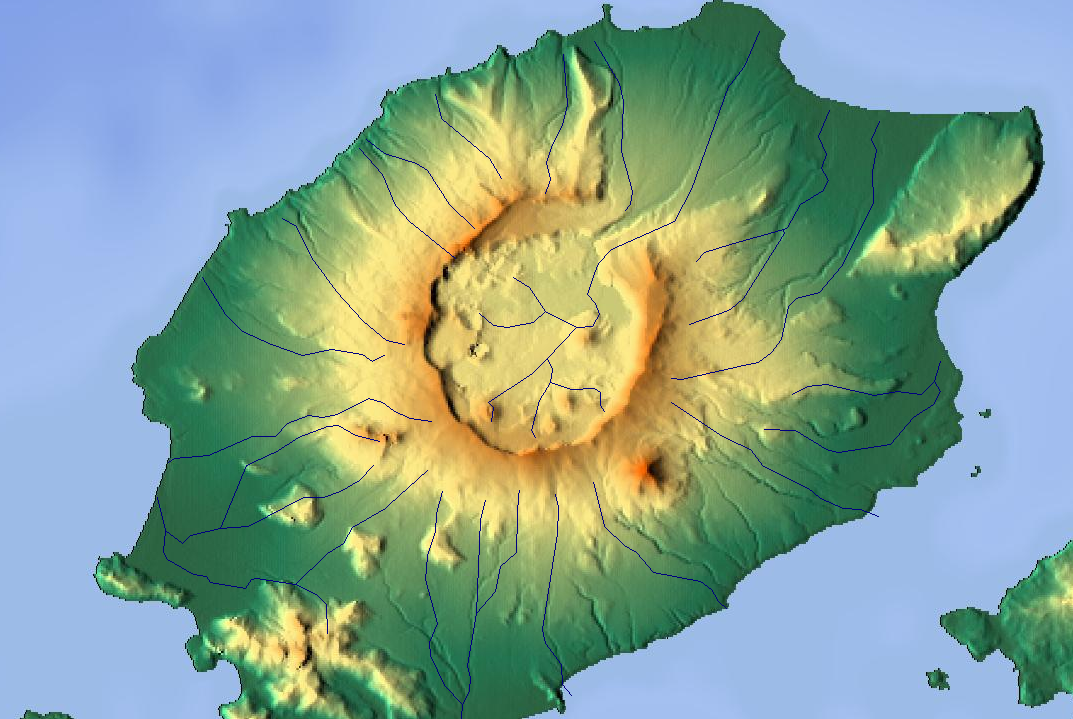
La parte nord dell'isola con la caldera del monte Okmok
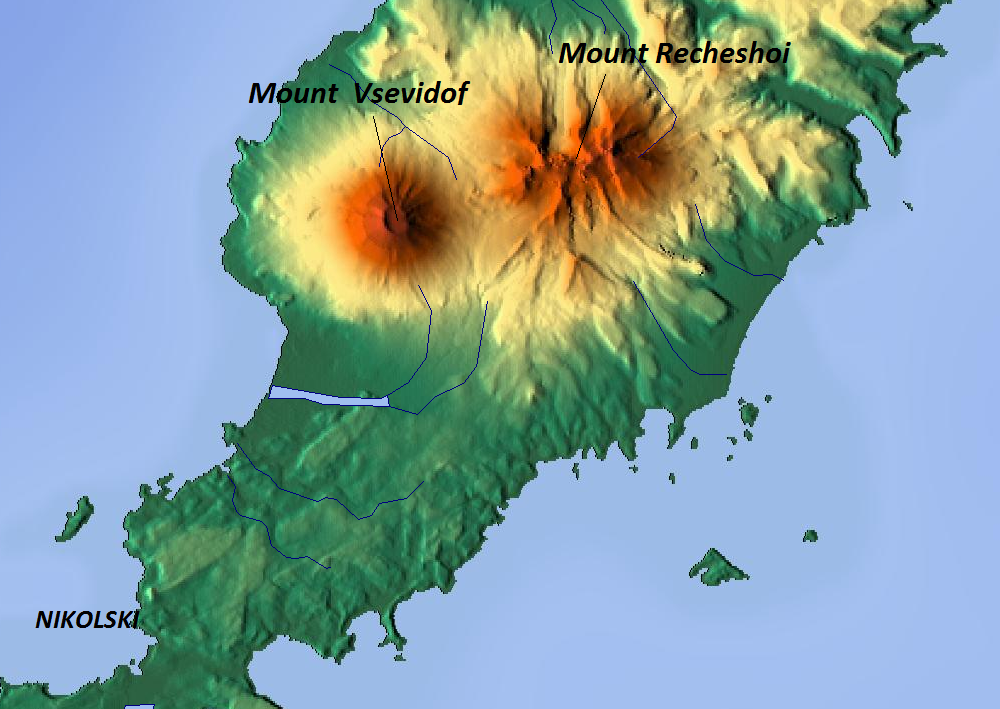
La parte sud di Umnak
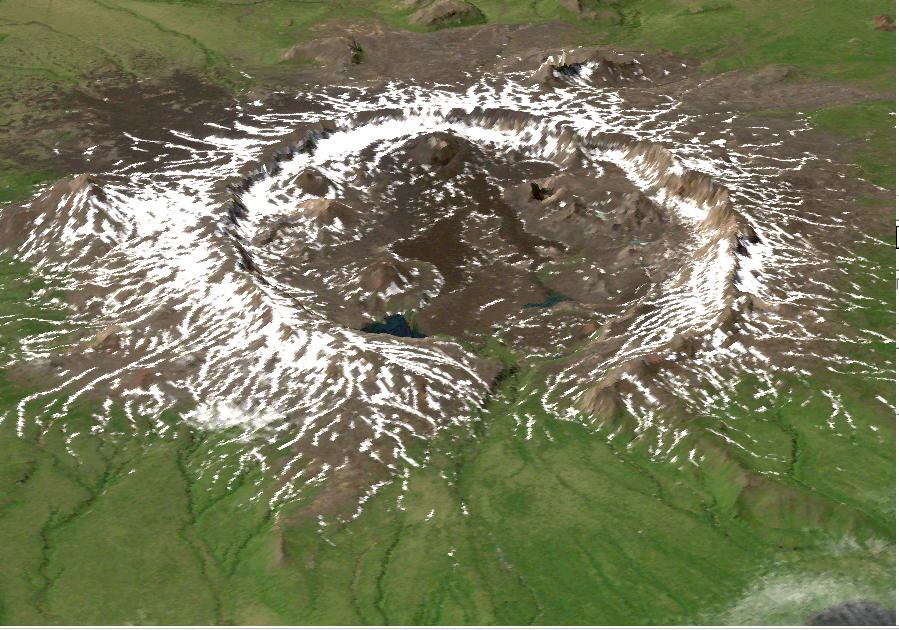
La caldera dell'Okmok
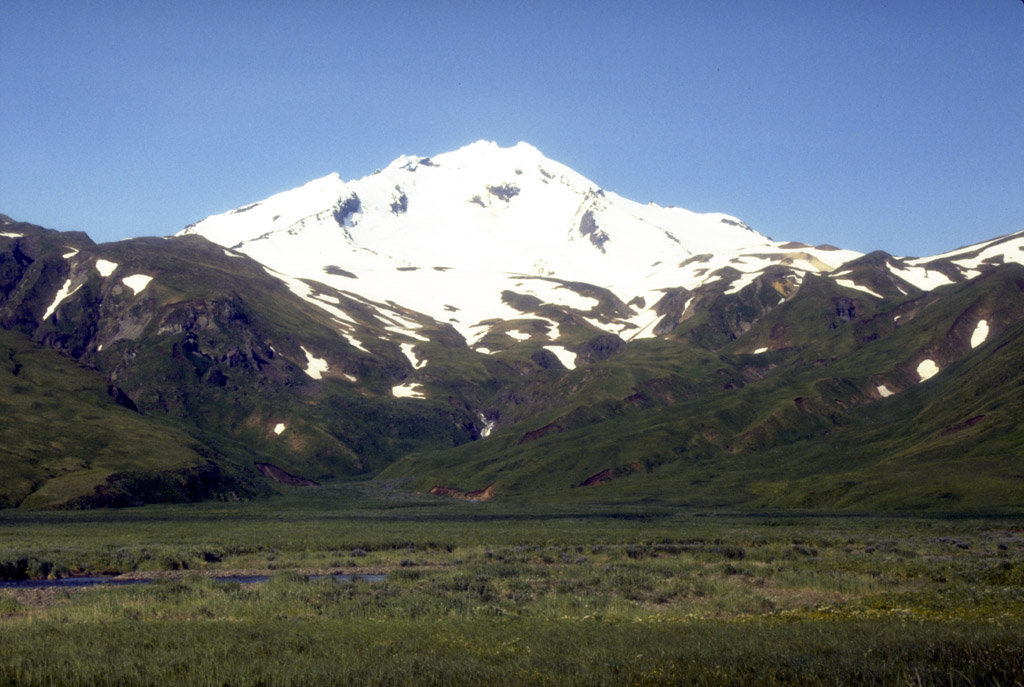
Il monte Recheshnoi
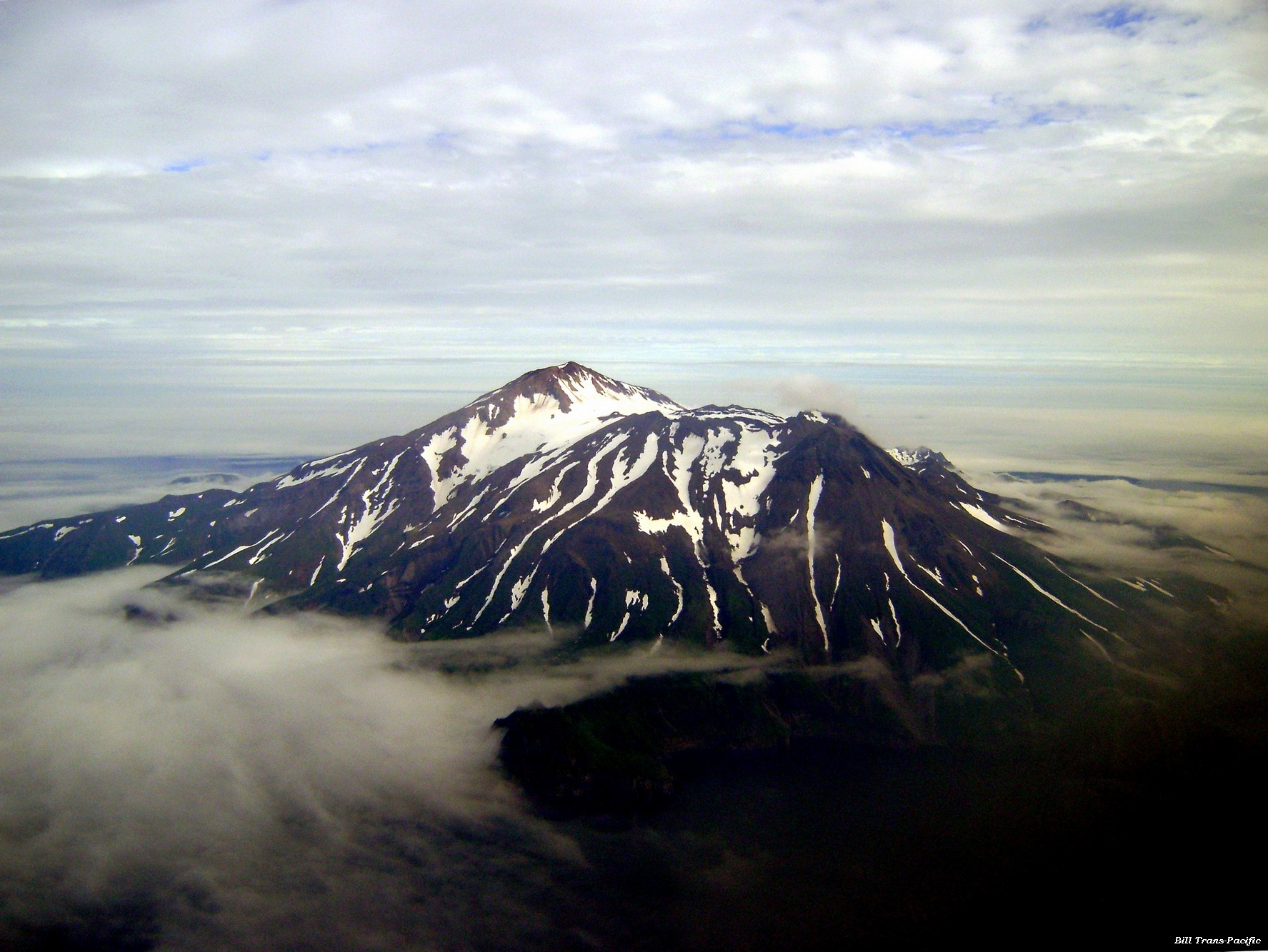
Il monte Vsevidof